# ハコヅメ〜交番女子の逆襲〜
『ハコヅメ〜交番女子の逆襲〜』（ハコヅメ こうばんじょしのぎゃくしゅう）は、泰三子による日本の漫画作品。『モーニング』（講談社）にて2017年52号から2022年29号まで第一部が連載された。架空の町にある岡島県町山警察署の交番（＝ハコ）に勤務する女性警察官の内情を描いた警察日常マンガ。

## 概要

### 作品略歴
作者の泰は女性警察官として10年間の勤務経験があり、『モーニング』にて1ページ漫画「交番女子」を数度掲載の後、本作で連載漫画家としてデビュー、2017年52号から連載開始した。また、講談社のウェブコミック配信サイト「コミックDAYS」でも2018年4月から配信されている。
警察官の昇任試験対策を扱う立花書房の月刊誌『警察公論』にて、2020年1月号から9月号にかけ『ハコヅメ 〜交番女子の逆襲〜 出向編』の出張連載が行われていた。
『モーニング』2021年9号から18号に、本編の連載を中断してスピンオフ『ハコヅメ別章 アンボックス』を連載した。これまでの日常コメディではなく、町山警察署管内で起きた殺人・死体遺棄事件を巡る物語で時系列としては本編の単行本17巻と18巻の間になる。
本作は2021年7月7日から9月15日まで日本テレビ系「水曜ドラマ」枠にて、『ハコヅメ〜たたかう！交番女子〜』のタイトルで戸田恵梨香と永野芽郁のダブル主演で連続ドラマ化された。
2022年1月から3月にはテレビアニメ化され、AT-Xほかにて放送された。
『モーニング』2022年29号にて2022年10月から作者の新作連載に向けて第一部完として連載を一時休載することが発表された。

### 作中用語
本節では作中に登場する用語のほか、複数話に渡って展開された事件の概略も述べる。各事件の詳細についてはあらすじを参照。
岡島県町山市
本作の主な舞台となる架空の県ならびに架空の市。
岡島県警町山警察署
メインキャラクターたちが属する警察署。都市部から離れた田舎の中規模署であり、同時に岡島県警内部においてはかなりの不人気署。中規模署であるが故に重大事件が発生すれば全署体制を取らざるを得ず、また都市部に生活基盤を持つ者は単身赴任を余儀なくされる。
おかじまくん
岡島県警のマスコットキャラクター。某マスコットキャラそっくりの外見だったため炎上し、県民はおろか県警察官にも親しまれることなく存在を封印されている。
守護天使
交番勤務の新人女性警察官の前に現れていた男性の通称。女性警察官を軽トラックでひき逃げしたと目されているが、事件直後に大雨が降ったことで証拠資料に乏しく、被疑者もこれ以降姿を見せなくなったため未解決事件となっていた。被害者となった女性警察官は長期の休職とリハビリを余儀なくされ、また現場に臨場していた別の女性警察官が過労で流産し辞職した。
事件から3年後、新たに作成された似顔絵を基に当時未確認だった捜査事項を洗い直したところ、事件を起こした車両とともに発見され、自殺を図っての逃亡の末に逮捕される。
岡島災害
27年前に谷川署管内で発生した豪雨災害。住み慣れた家からの避難を嫌がる老婆を、若い駐在所員が説得している最中に土砂崩れに巻き込まれ、ふたりとも命を落とした。臨場した同僚警官らの心に癒えない傷が残ったのみならず、老婆の遺族も周囲から激しいバッシングを受け家庭が崩壊した。
奥岡島事件
20年前に奥岡島町で発生した岡島県警史上最大規模の麻薬摘発事件。県警本部の捜査により摘発できたが、捜査員のひとりが事件の主犯によって情報を漏洩させられ、更にその情報を基に別の捜査員への脅迫まで行われたことで捜査が打ち切られたため、主犯率いる反社組織の壊滅には至らなかった。
事件から20年後、組織元幹部の逮捕をきっかけに主犯は逮捕され、その後拘置所で病死。率いていた組織も岡島県警によって壊滅させられ、親組織にも捜査の手が着々と伸びている。
町山市における殺人・死体遺棄事件
町山市在住の男性が別れ話のもつれから恋人を刺殺し、山中に死体遺棄した事件。喧嘩の相談が頻繁にあったことや、被害者女性が風俗嬢だったことなどから、町山署に対するバッシングと被害者および遺族に対する誹謗中傷が過熱。最終的に事件は解決したものの、自責の念で自殺未遂を起こした捜査員が辞職、その上司も捜査中に倒れ間もなく病死した。
インターネット上での炎上・地域住民からの信用失墜を経た結果、県警では町山署へ赴任することを島流しを揶揄して「町山流し」と蔑称されるに至った。

## あらすじ
町山警察署町山交番に勤務する岡島県警の新人警察官・川合麻依は、違反者や一般市民から日々言われる文句、想像以上の激務という警察官の仕事に嫌気がさし、辞表を提出しようとしていた。そこへ新たな指導員として配属されてきたのは、元刑事課のエースで、後輩へのパワハラで左遷されてきたという藤聖子巡査部長。
初日にして連続窃盗犯を捕まえるなど、藤の鋭い観察眼や取り調べ能力を目の当たりにする川合。藤の優しく、時に厳しい指導の下、川合は警察官としての職務や心得を学び、少しずつ仕事に対する自信を持つようになる。

### 連続性犯罪事件
本事件は19話から24話に渡って展開された。
連日の現場続きで徹夜明けの川合は署内で仮眠を取ることにした。仮眠から覚めたところに源誠二巡査部長がやってきて、2日前に女子高生が男から性被害を受けた事件に関して、目撃者の男子高生が来署したことを同じく仮眠を取っていた藤と牧高美和巡査長とともに聞く。
源が目撃者から話を聞いた結果、北条保係長は犯人の似顔絵作成の指示を牧高に出そうとしたところ、源が牧高の代わりとして川合を思いつく。川合の画力は山田武志巡査長をはじめ署員を爆笑させるほどであったが、源は人物の特徴を捉えていた点に着目、そのことを署員に説明した結果、川合も似顔絵を描くことになった。
目撃者の証言に基づき牧高・川合は似顔絵を作成、絵の出来栄えから牧高の絵が採用されかかるが、目撃者が何度も目の書き直しを川合に求めていたことを川合が署員に報告、それを受けて藤は目の一部をペンで隠してみると、数年前に強制わいせつ事件で執行猶予中の安田大二郎に酷似していることが判明した。
川合の似顔絵をもとに那須巡査部長が捜査をした結果、安田は町山市に隣接する戸成町において2か月で5件の性犯罪事件に関わっている、犯人2人組のうちの1人である可能性が浮上し、町山署内に町山・戸成での合同特別捜査本部が立ち上がった。
捜査本部の立ち上げから5日後、捜査に進展はなく経過していたが、町山市内で性被害を受けた女子高生からの再聴取の結果、安田が犯人である線が濃厚となる。
その日の夜、安田の張り込みをしていた藤と源は安田がもう一人の犯人と接触したことから尾行を開始する。本部捜査一課の米田班長の命令を聞く前に捜査車両を持ち出した山田・牧高・川合の3名も犯人グループが狙いそうな地点に到着、被害に合いそうな1人で歩く女子高校生の尾行を開始する。
山田・牧高・川合の尾行開始後、程なくして女子高校生に犯人グループが接触。牧高は女子高校生を保護、山田は運転していた犯人を確保、川合は逃走する安田を追いかける。藤と源も現場に到着し、安田を追跡、源によって確保される。
合同特別捜査本部の解散日、藤と川合は刑事課に挨拶に来る。そこで川合は米田班長から、画力の伴わない似顔絵を描いたことや命令を無視して犯人確保に動いたことを咎められるも、それらの恥や恐怖を捨てて行動した結果、事件解決できたことを慰労されて喜ぶのだった。

### 警察官ひき逃げ事件
本事件は83話から85話および94話から104話に渡って展開された。
ある夏の日、川合は地域課で交番勤務の敷根と署内廊下で言葉を交わす。川合は刑事課は異動があったが交番勤務者は藤がパワハラで異動してきて以来動きがないことを話すと、敷根はパワハラの件は初耳であること、今の時代にパワハラが署内異動で済むはずがないことを指摘する。
これを聞いた川合は藤が異動した理由に一抹の疑念を抱くが、藤には真偽を問うことができず、ただ信じて考えることを止めてしまう。
別の日、川合は源に似顔絵の特訓のためと言われて、育児休業中の同僚である萩原から話を聞き、「守護天使」と呼ばれる初老の男性の似顔絵を書き始める。しかし全く描くことができなかった。そのことにショックを受け、かつ源の似顔絵に関する執着に一抹の怖さを感じた川合はこれを機に源のことを避け続ける日々を送る。
ある日、川合は源に詰め寄られた際に似顔絵を描くことはもう無理であると叫んだところ、たまたま近くに居合わせた宮原三郎巡査部長が2人のやり取りに気が付く。宮原と源の間で一悶着あったのち、川合は宮原から3年前に藤と源の同期である桜しおり巡査長がひき逃げされた事件を聞き、藤がひき逃げ事件の捜査目的で、川合を囮とするために志願して町山交番に異動してきたことを知る。
川合が事の真相を知ったことで、藤は川合を傷つけ続けたことを後悔し、源と山田も川合がもう似顔絵作成に協力してもらえないのではないかと考えた。しかし川合は集合場所に登場した。そして川合のあっさりとした態度や絵の描き方を学んできた点、藤を信頼する旨の発言に対して、源は川合の強靭なメンタルにただ驚くのだった。
事件の詳細を把握したおかげもあり、川合は2度目の萩原との似顔絵作成の際には手ごたえを感じる絵を描くことができた。この似顔絵を見た秀山交通課長は町山署がこの事件の解決を諦めていないことを示すため、岡島県警全体にこれを配布することを決める。
直後、藤が現れ、川合に対して何も説明せず利用していたことを後悔していると伝えると、川合はその何倍もペアを組んでよかったと思ってもらえるような警察官になると言い、2人の絆はより深まるのだった。
その後、戸成署から情報が寄せられ、精査した結果、有力情報であることが判明する。そこで源・川合・上杉は犯人が使用していた軽トラックに関する情報収集のために所有者の聴取に向かうも途中でトラブルがあり、結果川合と源の父が聴取に向かうことになった。
事件に関する聴取は困難が予想されたが、軽トラック所有者の社長は隠し事をしていたことを吐露し、ほどなく「守護天使」こと、木村義徳が現れ、明らかに動揺した態度から川合と源の父は犯人であることを確信する。
問い詰めた結果、木村は事故車両のある場所まで川合達を案内するも、トイレに中座した後、トイレの壁に自殺をほのめかす言葉を書き残し逃亡する。しかし署員挙げて捜索した結果、宮原によって木村は確保される。
事件解決後、桜は警察学校卒業時に約束していた、同期である藤・戸成署の桃木・本部捜査一課の松島および元教官の鬼瓦と共に女子会を開いた。その席にて桜は藤たちが事件を解決してくれたことで気持ちの整理がついたことから警察官を辞することを伝えるが、退官当日に川合から扉越しで藤への不満を浴びせられたことに発奮、退官を撤回する。そして警察学校卒業時に約束していた「逆襲」を藤に誓った。
一方の川合は今回の事件に関して源への不信感や憤りを募らせたものの、藤と桜のやり取りを見て、それらを帳消しにするのであった。

### 違法薬物等関係事件
本事件は118話および121話から129話に渡って展開された。
ある時、猿渡署長の同級生と名乗る人物が尋ねてきた。この前村孝三は20年前に岡島県内で発生した違法薬物が関係した、通称「奥岡島事件」の事件関係者であり、捜査員であった源の父および鬼瓦の所在を突き止めようとしていた。
一方前村は被害妄想的発言もあることから、覚せい剤を今も使用していると判断され、検査の結果陽性となり、そのまま逮捕される。
また捜査の結果、前村が今でも違法薬物の密売に関わっていることが判明、そして奥岡島事件の捜査員である鬼瓦と伊賀崎交番所長の話から奥岡島事件の主犯である虎松譲二が町山近辺に潜伏している可能性が浮上、別事件で逮捕していた虎松の関係者の聴取の結果から虎松の居場所が判明する。
捜査二課の如月と川合の長期にわたる張り込みの結果、虎松が養育している中学生の安達菜摘が外に出てきたのを利用して、虎松を外におびき出し逮捕に至る。

### 町山市における殺人・死体遺棄事件
本事件は『ハコヅメ〜交番女子の逆襲〜 別章 アンボックス』にて10話に渡って展開された。
男女間トラブルで度々警察に電話をかけていた秋田るみ・大山翔のカップルが再び警察に連絡を寄越した。彼らに対して黒田カナら生活安全課はその都度大山に対して別れるように警告を発していたが、復縁を繰り返すことが続いていた。
今回はるみを実家に避難させることとなり、その際カナはるみに対して再度大山とは直接連絡を取らないことを伝える。一方で藤・源・山田は大山に対して、るみには近づかないよう警告する。
その2日後、署内にアパートの一室が部屋中血まみれとの緊急無線が入る。住所を聞いた署員はるみ・大山が住んでいたアパートへ直行する。川合が現場保存に当たるなか地元報道記者の五十嵐凛香と藤が口論なるが、県警本部の捜査一課である中富・鎌田らの到着によって現場は落ち着きを取り戻す。
さらに2日後、特別捜査本部が立ち上がる。警察が把握していたDV事案として外部のみならず他の管轄からも批判される中、るみの家族に寄り添うことを誓ったカナは西川庄司係長・益田海斗巡査長とともに家族を訪問する。
翌日、生活安全課長の報告によって西川が入院したことが分かり、代わりは捜査一課の横井係長が担うことになった。そしてカナ・横井・益田は家族のもとに向かう途中、被害者およびその家族に対する誹謗中傷がSNS上で拡散していることを知る。
また現場聞き込み捜査中の中富・鎌田も付近住民の警察への不信感から情報収集に難航する。そのような状況下で入電があり、三鷹刑事課長の推理によって大山の居場所が判明する。そして海に逃げた大山を中富・鎌田は捕まえ、大山の口からるみが山に遺棄されたことが告げられる。
大山の逮捕後、大山は積極的な殺意は否認し、るみが実家を出てから殺害されるまでの「空白の3時間」を含めた供述の裏付け捜査が進められる。その一方で、自責の念に駆られたカナは拳銃自殺を図るも山田の発見により未遂に終わる。
山田の献身的な支えによって仕事に復帰したカナと横井・益田は空白の3時間の心当たりがないか、るみの家族を再度訪問する。そこでカナがるみに対して発した言葉から、行先を推測した結果、るみが父親の墓参りに行っていたことが判明した。
中富・鎌田と川合の聞き込みおよびカナ・横井・益田の捜査によって、空白の3時間の足取りが判明した事実を基に源が大山を取り調べると殺害を認める。そして供述通り殺害凶器の包丁も発見された。
事件解決後、西川の見舞いに訪ねたカナ・益田は西川が余命幾ばくも無いことを悟る。そして西川がまた皆で秘匿捜査をやろうと提案した際にも気丈に振る舞うのであった。
その後西川は病死、カナも自殺未遂を猿渡署長・副署長、生活安全課長ら幹部に報告した際に、警察を辞することも報告する。
退官当日、カナは同僚・後輩らに辞めることを伝えないまま、ひっそりと署を後にするつもりだったが、横井の口から辞めることが伝えられる。カナは同僚たちの制止を振り切って外へ出ると横井は涙ながらに激励してカナを送り出した。

### 竜崎グループ関係事件
本事件は167話から182話に渡って展開された。
奥岡島事件の主犯である虎松は逮捕後に程なくして獄死する。これにより特殊詐欺グループを束ねていた、虎松一派であり、元岡島県警察官である塩谷忠司は虎松が保持していたデータを確保するために、虎松が居住していたマンションに赴く。
そこで暮らす安達菜摘の母親は塩谷を自宅に上げるが、菜摘は不安さを感じ取り、警察へ連絡する。現場に到着した藤・伊賀崎・源・川合らによって安達親子に近づかないよう警告を受けた塩谷は伊賀崎を植木鉢で殴打、菜摘を人質にとって立てこもる。
源の説得によって人質交換に応じた塩谷は藤か川合を代わりの人質として要求する。源は川合を人質として出す代わりに菜摘の保護に成功する。
源を手錠で捕縛し、川合との雑談に応じつつ、データの取り出し作業が完了した塩谷はマンション一室のガス爆発を画策するが、川合の機転により手錠を外せた源は塩谷を抑え込み、川合の合図で突入した山田・敷根らによって確保された。
虎松一派が所属する竜崎グループ、その3代目である竜崎怜王も別事件で逮捕されたことでグループは壊滅状態となった。
事件解決後も川合は人質に取られたことが悪夢となり、人と話すと脂汗が出るなど、トラウマを抱えて精神的に不調をきたしていた。そこでメンタルケアのために藤と温泉旅行へ行くこととなる。
旅行先で藤はプラチナのペアリングを作成することを川合に提案すると、川合は喜ぶのだった。こうして川合は事件中のハプニング（源とキスした件）を当事者の源と話せるほどに回復、日々の業務に邁進していく。

## 登場人物
声の項はテレビアニメ版の声優。
警察官である登場人物たちは生活安全課、刑事課、交通課、警備課（警察本部の場合は「課」を「部」に置き換える。）に所属し、これらは設置が必須で「専務」とされ、このほかに地域課、総務課、警務課などがある。
日本の警察における階級は以下のように職制と同期し、本作においても踏襲されている。そのため警部補以上の場合、本部から所轄へ異動するなどの特記がない場合は記載を省略する。
- 警察署
  - 主任 - 巡査部長
  - 係長 - 警部補
  - 課長 - 警部
- 警察本部
  - 係長 - 警部補・警部
  - 課長 - 警視

### 町山警察署

#### 地域課
川合 麻依（かわい まい）
声 - 若山詩音
20歳。町山交番勤務の新人巡査。ブラック企業勤めの父（声 - 小形満）のすすめで安定した公務員を目指し、警察にしか受からなかったため警察官となった。家族は両親と弟がいる。髪型はおかっぱ。
図太い性格で空気の読めない発言が多い。武道や書類仕事が不得手で、まだ若く経験も足りないことから様々な知識が不足しており、司馬遼太郎のことをイケメン俳優と勘違いしていた。在宅中とはいえ家の鍵をちゃんと掛けていない不用心さもある。
警察官としては、曖昧な目撃証言から対象の容姿を判別することができる。また一見してとてつもなく下手ながら、対象の特徴を非常にわかりやすく伝える似顔絵を描くことができ、似顔絵捜査官として複数の重大事件の解決のきっかけを作っている。また、県警女性特別機動隊に登録されている。
恋愛とは無縁で男性経験も皆無、同僚からはチンパンジー扱いされており「異性として見れないタイプ」と言われている。最近は少女漫画にハマっており、その影響で恋愛妄想が激しくなっている。男性に対する価値観は外見至上主義で、イケメンの如月にはいつも心をときめかせている反面、源のことは好意を向ける振りをされただけで鳥肌が立つほど苦手にしているが、髪を切りすぎてショートカットのイケメンになった源には乙女心を全開にしていた。その一方で、ペア長である藤に対して特別な感情を向けており、塩谷の立てこもり事件の後にはお揃いの指環を作っている。
後に、女性として岡島県警初の警察学校長になると言われている。未来を描いた149話では、宮原の息子を部下に持ち、過去に関わった桜のひき逃げ事件や虎松の事件を授業の教材として用いようと検討していた。
藤 聖子（ふじ せいこ）
声 - 石川由依
26歳。町山交番勤務の巡査部長。川合とペアを組み指導に当たる。超がつく美人でありながら、勝ち気で横暴な性格のため周囲からはゴリラ扱いされている。
源らの警察学校の同期で、優秀な警察官を多数生んだ「大豊作の年」の期を首席で卒業したことから「ミス・パーフェクト」と呼ばれる。剣道四段の実力者でもあり、県警の逮捕術大会でも優勝し、地域課配属前は刑事課で活躍していた。しかし拳銃操法だけは苦手にしている。
如月は1歳上の幼馴染みで、小学校から高校まで一緒に剣道をしていた。小学生のころの剣道クラブでは副主将を務め、駐在として剣道の指導に来ていた宮原に憧れて警察官になった。
世代の近い男の同僚や後輩には尊大に振る舞い、特に源に対してはライバル意識等もあって邪険に接することが多いが、女性警察官・職員には態度が柔らかく気遣いも見せる。異性との交際経験は幾度もあるが、如月から男心検定8級と呼ばれるほど男心を理解できないことから長続きしない。そのことを僻んで、山田に彼女ができる度に嘘を吹き込んでは破局に持ち込ませ続けている。
地域課へは桜をひき逃げした犯人を捜すため志願して配属されたが、川合や伊賀崎にはそれを隠し、パワハラのため刑事課を追い出されたと偽っていた。その桜とは非常に仲が良く、桜が職場復帰し結婚した時には、川合の前で泥酔して思い出を語り続けるほど喜んでいた。一方川合に対しては、厳しさをもって接しつつも、時を追うごとに公私問わず溺愛していくようになり、私生活では宿舎の隣室の川合の部屋に入り浸っている。
第一部最終回で、転出した那須の後任として刑事課に復帰、それに伴って宿舎の川合の部屋で同居することになった。
伊賀崎 秀一（いがさき しゅういち）
声 - 家中宏
警部補。町山交番の所長。出世欲が皆無でサボり一筋30年を自称し、最小限かつ無難に仕事をこなすことをモットーとしている。そのためには新米や女性を矢面に立たせることも厭わないが、最低限必要な仕事は怠らず、また仕事をしないための労力を惜しまないため管轄内の未決事件を全て把握しており、逆に事件を速やかに解決することもある。
かつて秘匿捜査員として「変態」「次元が違う」と言わしめるほどの実績を残し、岡島県警史上最大の薬物摘発事件「奥岡島事件」では源の父らと共に虎松の組織へ内偵を行っていた。内偵中は組織に深く食い込んでいたため誰とも連絡をとらず、容貌も行動も警察官とは思えないほど大きく変わり果てていた。情報収集班解散後に恩賞としてサボりやすい仕事を与えられ、奥岡島事件の後始末も兼ねて異動を願い出て、町山交番へ単身赴任してきた。
普段はその温和な態度で川合らから気安く接されているが、極めて優れた記憶力や洞察力、時折見せる底知れない威圧感などで密かに周囲から恐れられてもいる。新任時代、当時の女性ペア長の秘密を上司に報告し退官に追い込んでしまった後悔から、秘密厳守を強く心がけるようになった。そのため秘密の漏洩につながる態度をとった後輩を、別人のように容赦なく叱責する場面もある。
上司だった夏目は、10年にひとりのペースで現れる天才で、なるべくして警察官になったと述懐している。
敷根（しきね）
声 - 浜添伸也
21歳。巡査。川合の二期上。川合たちとは別の交番に勤務する。職務熱心だが警察権力を笠に着ており、あまりに高圧的な職務質問の様子が動画としてネットにアップされるなど、トラブルが多い。作中でも藤・山田はあからさまに嫌っており川合も苦手にしているが、注意されてもポジティブに受け取って立ち直りが早い。源のことを心のペア長と慕っている。場の空気を読まない。
作者は「そういうタイプは身内にも嫌われていると言いたかった」と述べている。
市民からも嫌われている様子があるが、それがかえって防犯に役立っている面もある。また警察業務を遂行する中で、自身の至らなさについて指摘・指導を受け自身を顧みるようになり、傲慢な言動を控えられるようになっている。
及田（おいた）
声 - 佐々木義人
59歳。巡査部長。西町山交番勤務で敷根のペア長。年長者の貫禄と温厚な雰囲気から女性や不良少年の受けが良く、荒れた場を納めるのがうまい。高齢で体力が衰えており、若い同僚との術科訓練を嫌がっている。
地域課長
川合や藤の上司。「町山市における殺人・死体遺棄事件」解決後の定期異動で異動する。
中富（なかとみ）
36歳。初登場時は岡島県警本部捜査一課係長で警部補。
刑事新任時の上司だった三鷹から「才能が無い」と見放され、その後も折に触れて酷評されながらも、認められたい一心で岡島県警のエース級捜査官・取調官に成長した。本部捜査一課での信頼も厚く、一見して大人しそうな外見ながら、伊賀崎の威圧感にも負けず腹の探り合いができる。
捜査一課でペアを組んでいた県警本部の鎌田と共に川合の絵の才能を認めている。新任の川合に対しても敬意を持って接している。
「町山市における殺人・死体遺棄事件」の後、警部に昇進し地域課長として町山署に赴任する。町山署の課長職では交通課の秀山を抜き最年少。
捜査一課時代に虎松の組織にまつわる殺人事件を捜査しており、それに関係している疑惑のあった伊賀崎を、異動後に上司としてマークしていた。塩谷の立てこもり事件では幹部として現場を指揮するが、判断に迷い三鷹刑事課長に指示を仰いだ。泰はこの場面を、一線で活躍していても幹部となって現場に臨場すると動けなくなる若手捜査員の悲哀を表現するために描いたとしている。
鴨村（かもむら）
23巻の描きおろしに登場。川合の同期。刑事課に復帰した藤の後任として町山交番に赴任、川合のペアになる。
柔道の武道採用で機動隊に配属されていたが、レンジャー訓練中の事故で右手中指を欠損したため、交番配属となった。勢いのある口調の体育会系で、伊賀崎から「ウルトラマン」と呼ばれている。

#### 刑事課
三鷹（みたか）
声 - 中博史
59歳。刑事課長。表情が少なく冷静、冷淡、厳格な性格の老警察官で、内外から恐れられている。禿頭で肥満体。
かつて伝説の盗犯刑事として「ドロボウの神様」と呼ばれ、管理職となった後も数々の捜査を指揮し、優秀な部下を数多く育てあげたため、現場での発言権が非常に強い。一方で捜査に一切の私情を挟まず部下を褒めることもほとんどないため周囲としばしば衝突し、本部捜査一課班長の米田やその部下の鎌田らとは、部下の育成方針の違いもあって非常に折り合いが悪い。
新任刑事課員に対しては課内の鉢植えの世話を通じて観察眼を養わせており、植物の世話も含めて刑事として抜群の素質を見せる源には全幅の信頼を寄せている。かつての部下だった副署長には、地位が逆転した後も変わらず部下のように接している。過労になるとテンションが上がり、普段は絶対やらない雑用もやり始める。
息子も岡島県警の他所属の刑事で、藤、源らと同期。

##### 捜査一係
源 誠二（みなもと せいじ）
声 - 鈴木崚汰
26歳。巡査部長。藤と同期。ブロッコリーのようなモジャモジャの天然パーマがトレードマーク。山田からは時折「クソ毛玉」と呼ばれている。髪を短くするとかなりのイケメンになるが、貫禄がなくなり刑事としての能力が著しく落ちてしまうことなどから周囲がそれを伝えようとしないため、本人は気づいていない。
「アイス一本食べる間にどんな相手でも落とせる」と豪語する天性の人たらしで、町山署での重要な取り調べをほぼ全て任される「取り調べの天才」。その話術は催眠術に近い域まで達している。新人時代には3か月の実習期間に3件の職質検挙を連発し、所属署の度胆を抜いた。身体能力も高く、身体能力テスト「JAPPAT」ではAAA級を獲得している。田舎育ちのため動物の扱いに長けており、父親から厳しく教えこまれたため字が達者。
一方、警察学校の席次はビリで、任官後も頻回の公用車事故をはじめ数々の問題を起こし続けている。現場で非常に迅速かつ的確な判断力を見せる反面、その判断を通すために相手の心情や同僚の危険を一切顧みない場面も見られ、実力と実績そのものは非常に高く評価されているが、同時に人間性を疑問視されることが多い。また、人たらしの性分は地域住民から広く慕われる反面で信奉者を生んでしまっており、名指しの通報による余計な仕事を増やしてしまっている。
父は27年前の岡島災害で亡くなった新人警察官で、誕生後に同期だった母の兄に養子として引き取られ、実父の名前をとって誠二と名付けられた。そのような複雑な環境で生まれ育ち、また父親の異動で駐在所を転々とする生活を送っていたため、人の顔色を窺う習性が身に着いてしまっている。また自分を捨てた実母と病弱な養母を見て育ったために、女性不信に始まる人間不信が根強く、本気で心を開いている相手は山田しかいない。藤のことは「聖子ちゃん」と呼び、一見想いを寄せているかのように接しているが、互いに相性は悪く嫌味の応酬や口喧嘩が多い。
町山署には、藤から桜のひき逃げ事件の捜査協力を頼まれたため、自ら希望して異動してきた。実父を偲んで駐在所に同期がよく遊びにきていたため、年配の同僚に子供のころからの知人が多い。
山田 武志（やまだ たけし）
声 - 土屋神葉
25歳。源とペアを組む巡査長。明るい髪色の直毛・短髪で、源と合わせて「モジャツン」と呼ばれ、宿舎も源と同部屋。藤が刑事課にいた時は、藤とペアを組んでいた。
軽そうな見た目に反してお人好しで真面目な性格をしており、単純で正義感が強く、あまり他人を悪く言わない。体力測定の成績は署内1位、嗅覚が異常に鋭いなど野生児的な能力も誇る。源と違って大きな失敗を犯すことはないが、一度だけ、警察手帳を紛失し近隣署や本部まで巻き込む大騒動を起こしたことがある。両親は教師。
藤・源の一期下で警察学校時代から二人にしごかれており、刑事になってからも公私ともに良いように扱われている。そのため二人に対し「警察官としては尊敬しているが、仕事以外では一切敬意がない」と言い放っているが、本人は振り回されることをそれほど苦に思っておらず、時に反感を抱きながらも、遠慮なく心を開いてくる二人を強く慕っている。
鑑識係長の南を私淑していて鑑識技術の向上に関心があり、その延長で写真を趣味としており撮影技術は高い。そのため、町山署の課長以上が警察手帳の更新をする際には、写真撮影手として指名されることが多い。
一度は鑑識係への異動が決定していたが、直前になって上杉が鑑識係へ正式配属されることになり、自身は一係員のまま応援要員として鑑識係を兼務することになった。
劇中には、藤が検挙した窃盗犯の取り調べで第1話から登場している。
牧高 美和（まきたか みわ）
声 - 花澤香菜
巡査長。捜査一係の紅一点。藤の後釜で一係に配属された。山田・カナとは同期だが、二人と違い大卒のA採用。愛称は「牧ちゃん」。ダボダボの上着がトレードマーク。
頭が良く書類仕事が得意で責任感も強いが、署内一の運動音痴で、責任が重くなるのは嫌という理由で巡査部長への昇進に消極的。女子高出身で男性に対する耐性がないため、性犯罪者に対しては一般女性以上に強い嫌悪感を示す。
新選組ならびに司馬遼太郎オタクの歴女で、バイブルは『燃えよ剣』。司馬の文体に対して性的興奮を覚え、生まれてこの方愛したのは司馬と歴史上の人物だけ、「仕事内容が新撰組に似てるから」という理由で警察官になった変わり者である。そのため日常的に異常性癖者に触れている同僚からすら重度の変態扱いされることがあり、如月の勘違いで不倫を疑われた際は、一係の面々に「本当ならお祝いする」「相手が生きてるだけで充分」とまで言われていた。
那須（なす）
声 - 手塚ヒロミチ
巡査部長。一係の中では年長で、しっかり者。牧高とペアを組んでおり、ふたりの仕事ぶりは北条だけでなく副署長からも高く評価されている。中富からは経験豊富なオールラウンダーと評され、塩谷の立てこもり事件では突入要員の筆頭に考えられていた。
既婚者で3人の子持ち（全員男の子）。後に4人目となる女の子「清香」が生まれる。
町山市における婦女暴行事件の終結後、北条とともに町山署を転出、その後刑事に復帰することはなかったと語られる。
北条 保（ほうじょう たもつ）
声 - 小山力也
係長。リーゼントの強面だが、部下思いの上司。常に部下の健康状態ばかりを気にかけているため、自分が疲れていても無理をしすぎるところがある。岡島県警の顔面採用枠と名高い。
町山市における婦女暴行事件において、那須とともに容疑者側の対応にあたっていたが、家庭で妻に冷たく当たられるようになった容疑者が不起訴決定後に自殺、妻がその責任を北条らになすりつけたため、追われるように町山署を転出する。その後は刑事に復帰することなく、地域課等を転々としながら趣味の釣りを楽しみつつ、残りの警察人生を送ったという。

##### 捜査二係
如月 昌也（きさらぎ まさや）
巡査部長。登場当初は本部捜査二課知能犯係所属で、後に町山署に異動してきた。藤の1歳上の幼馴染みで「聖子」「昌にぃ」と呼び合っている。
王子様系の中性的なイケメンで、人の心の機微に敏く、相手の本心を把握しわかりやすく伝えることや、オブラートに包んだ遠回しな物言いに長けている。一方でノリのいい三枚目的な性格で、AV8段と称されるAV好き。下ネタも得意で、町山への異動は忘年会での下ネタ芸が原因の左遷という噂が立っていた。重度の方向音痴。
剣道四段。小学校から高校まで藤と一緒に剣道をしており、小学生時代に主将をしていた剣道クラブの指導員だった宮原に憧れて警察官となった。同僚になった後も変わらず宮原を慕い、時間が空いた時には藤らと共に剣道の稽古に励んでいる。
剣道クラブに通っていた時に男性から性犯罪の被害に遭い、その恐怖と憎悪を誰にも話せず、大人になってからもたびたび悪夢に見ている。そのため、他人から性的な目で見られることに耐えられず、トラウマのために自己肯定感が低く精神的な余裕に欠ける面があり、恋愛をしても長続きしない。本部時代には同期の玄田と付き合っていたが、最終的に別れている。
源らとならぶ人間不信と秀山らに評されているが、憧れの存在である宮原、幼馴染みで互いに異性と認識していない藤、性的な意識を向けず純粋に慕ってくる川合らには苦手意識がない。特にトラウマを和らげる存在になっている川合に対しては異性として好意を抱いており、虎松譲二の捜査で距離が縮まり「麻依」と呼び捨てで接するようになったのを契機に本格的なアプローチを開始したが、互いに恋愛経験が少ないことに加え、タイミング悪く事件が起きたり邪魔が入ったりなどの不運も重なり、全く進展していない。
宇都（うと）
上杉の一期先輩。192センチメートルの大柄な体格。強面だがおとなしい性格で、吹奏楽部出身の文化系のため運動も苦手にしている。
町山署に異動してきた如月がイケメン過ぎたため、バランスをとるためにペアを組まされている。
東岩（ひがしいわ）
声 - 黒田崇矢
係長。サングラスをかけた強面。本部捜査二課係長の蛇島・県警元巡査部長の塩谷とは同期。何らかの理由で片目が義眼となっている。当初は「とういわ」と読みが振られていたが、途中から「ひがしいわ」に変更された。

##### 鑑識係
上杉（うえすぎ）
巡査。敷根とは同期。登場当初は留置係勤務で、その後鑑識係へ異動予定の山田の後任・源の新ペアとして捜査一係へ配属予定だったが、直前になり鑑識係へ異動となった。鑑識の撮影技術を生かし、町山署の平署員が警察手帳の更新する際の写真撮影手を務めている。
留置場時代から源に目をかけられており、自身も源を慕っている。何をさせても上手くこなすタイプで、応援要員として張り込み等の捜査の前線に立つことも多い。
性格が合わない敷根のことを嫌っており、声をかけられても平然と無視する。
南（みなみ）
係長。職人気質のベテランで卓越した鑑識技術を持ち、課長からの信頼も厚い。写真撮影に関してはプロ級で、女性警察官が警察手帳の写真を更新する際の専属カメラマンを務める。

#### 生活安全課
黒田 カナ（くろだ カナ）
25歳。巡査長。山田・牧高の同期。県警で最も背が低く童顔で、交番時代は「ニセ警察官がいる」という通報が絶えなかった。
生活安全課長の思いつきで秘匿捜査官に抜擢され、その外見を生かして不良女子高生などに扮し、夜の街で様々な情報収集を行っている。秘匿捜査で優秀な実績を残していることから、仲間内では「くノ一捜査官」と呼ばれる。
藤や源のような警察官としての天才的な長所がなく、劣等感や心の闇が深いが、生活安全課員としてはその点が大いに役立てられている。一方、非常に要領がよいため仕事にソツがなく、課内では「裏課長」と呼ばれている。物怖じもしないことから先輩や上司にもうまく取り入っており、一期上の藤のことも聖子ちゃんと呼んでいる。しかし運動は不得意で訓練でも手を抜いているため、体型はたるみ気味でお腹が出ている。
曾祖母は源の実父を殉職させた老婆であり、周囲から村八分扱いされたことを端緒にして家庭が崩壊したため、祖母ひとりの手で育てられた。高校時代は非行に走っていたが、そのころに防犯ボランティアをしていた岩元町内会長に諭され、更生して警察官となる。
「町山市における殺人・死体遺棄事件」で、事件を未然に防げなかった自責の念と被害者・遺族に対するバッシングで心を病み、拳銃自殺を図って山田に止められ、事件解決後に警察を辞職。5年後にはカンボジアで社会起業家として活躍している（別章『アンボックス』）。
益田 海斗（ますだ かいと）
24歳。巡査長。既婚者で妻は3人目の子を妊娠中。激務の傍ら育児は積極的に手伝っている。若くして3人の子だくさんのため、一般市民からは「性欲オバケ」などと揶揄されることもある。
元々は少女担当のイケメン枠として配置されたが、真面目な性格が災いし役割を上手く果たせていない。しかし一方で、育児の経験を活かした子育てアドバイザーとして小児関連の事案で活躍している。
根っからの善人であるために人の心の影の部分に疎く、精神的な傾向が正反対であるカナと、仕事上互いに補い合うことが多い。
西川 庄司（にしかわ しょうじ）
係長。スキンヘッドの強面だが若手への気遣いに篤く、カナと益田からは頼れる上司として慕われる一方で、責任感が強すぎることを心配されている。カナが配属された当初は、カナに危険な秘匿捜査官をやらせる課長の方針に反対していた。刑事課の北条とは同期のライバル。
かつてガンを患い、治療後の職場復帰に際し刑事課から生活安全課へ異動してきた。しかし仕事に忙殺されるあまり検査を後回しにした結果、ガンの再発の発見が遅れ、「町山市における殺人・死体遺棄事件」の捜査中に倒れ入院、解決後まもなく息を引き取った。
生活安全課長
54歳。思い付きで難題をふっかける変わり者で、西川からは裏で「かぐや姫」と呼ばれている。カナの才能を伸ばすように仕事を振ったり、当初の思惑が外れた益田を得意分野に使いまわすなど、人材活用に長ける。
カナに秘匿捜査を命じたのはその外見と負けん気を生かそうとしたためだったが、命じた本人もここまで伸びるとは思っていなかったと語る。
「町山市における殺人・死体遺棄事件」解決後、精神的に疲弊したカナが辞職を申し出た際は、西川の死去も含めもう部下を亡くしたくないという思いから、署長・副署長の前でも引き留めることをせず、カナの今後を応援し快く送り出した。
横井（よこい）
警部補。初登場時は本部捜査一課係長。カナや山田の警察学校時代の教官で、鬼瓦の世代の近い後輩。周囲への配慮を忘れない真面目な人情家。無性愛性向があり他人に恋愛感情を抱いたことが一度もないと語る。性格はやや卑屈。
「町山市における殺人・死体遺棄事件」解決後、町山署に異動し生活安全課係長となる。女性警察官ならではの活躍の場を増やすことを目標としている。カナの退職の時には、号泣しながら激励を贈っていた。
町山市における婦女暴行事件の終結後、北条が転出したのを受け刑事課へ異動、捜査一係長となる。
桜 しおり（さくら しおり）
巡査長。藤・源の同期で「大豊作の年」の一人。源とともに赤点コンビと呼ばれていたが頑張り屋と評されている。藤と特に仲が良い。源には「さっつん」と呼ばれ、警察学校時代から好意を抱いていた。
町山交番に勤務していた際、臨場した交通事故現場での交通整理中にひき逃げ事故に遭い、一命は取り留めたものの後遺症で歩行が困難になり、長期の休職とリハビリを余儀なくされた。
3年経ってひき逃げ事件が解決した後、一度は辞職を申し出たが、川合に激励される形で撤回。それからもリハビリに励んだ結果、日常生活に支障がないレベルにまで回復したため、「町山市における殺人・死体遺棄事件」解決後の人事異動で、退職したカナの欠員補充で生活安全課員として現場に復帰した。
女性警察官術科訓練において、暴漢役で参加していた同期の岡田と意気投合、その場でプロポーズを承諾し結婚、間もなく妊娠する。そのため戸籍上は岡田姓だが、職場では変わらず桜と名乗っている。
立浦（たてうら）
巡査部長。生安の経験が長いベテランだが、旧態依然とした威圧的な警察官で、価値観が時代と合わなくなっていることを自覚し苦悩している。
部下に対するパワーハラスメント行為により処分を受け、「町山市における殺人・死体遺棄事件」解決後の異動で、町山警察署へ単身赴任してきた。
横井が実習生の時の上司で、女性蔑視的な発言をぶつけていた。町山署で横井の部下となった後、自身の行いを反省し謝罪。その後はあえて嫌われ役を演じることで、周囲の人間関係を円滑にしようとしている。
源の父、猿渡署長の同期で、源からは「立浦のおじちゃん」と呼ばれている。大学生の子どもが2人いる。

#### 交通課
宮原 三郎（みやはら さぶろう）
声 - 東地宏樹
巡査部長。交通機動隊出身の白バイ隊員。県警一の交通警察官を自負している。交通事故の加害者の心情にも寄り添う情に厚い性格である一方、年配の上司に対して一切遠慮なく反抗するなど、社会性に欠ける一面もある。白バイ隊員の職業病として腰痛・痔を患っている。秀山・鬼瓦の同期。
剣道高段者。駐在所勤務だったころ剣道クラブの指導員をしており、クラブのメンバーだった藤・如月から「サブちゃん」と呼ばれ慕われ、ふたりが警察官を目指すきっかけとなった。その時代に妻とできちゃった結婚をしている。
4児の父で、中学生の息子は秀山の娘と仲が良い。未来を描いた149話では、警察官になった息子が、警察学校長となった川合の部下として教官を務めている。
秀山（ひでやま）
40歳。交通課長。宮原とは同期の親友同士で、かつて同じ官舎に住んでいたことから家族ぐるみの付き合いがある。藤や山田の警察学校時代の教官だった。
警察官としては大人しい性格で体育会系を苦手としており、また中富の赴任まで町山署の最年少課長だったのもあって、他部署からの仕事を強引に押しつけられる場面が多い。家庭でも恐妻家で妻に頭が上がらず、思春期を迎えた娘との接し方にも悩んだりと気苦労が絶えない。字が下手。
妻はエステティックサロンを経営しており、藤や県警本部長が常連として通っている。

#### 警務課
咲（さき）
声 - 広瀬ゆうき
警察行政職員。町山署の電話交換係。小柄で黒ぶち眼鏡をかけた幼い容姿の持ち主。
署に絶え間なくかけられる電話の対応に追われており、多忙を理由に上手く取り次いでくれない上に逆に怒鳴られることが多い刑事課を苦手にしている。刑事課絡みの通報のトラブルに耐えかねて、刑事課長に直談判をした上に、泣きながら刑事課内で大声で要望を叫ぶなどの思い切った行動をしたこともある。
自分のことを気遣ってくれる藤のことを尊敬している。宝塚ファンで、副署長とは趣味友達。

#### 幹部
前警察署長
声 - 前田弘喜
柔和な表情で性格も温厚な老警察官。時折柔和な雰囲気のまま、容赦のない指令を下す。刑事経験のない地域畑一筋の警察官で、警察学校時代の成績はビリだったという。作中1年目の年度末で定年退官した。
息子も警察官で、川合らの警察学校時代の教官だった葵と婚約、後に結婚している。
副署長
声 - ケンドーコバヤシ
警視。武道採用の柔道の猛者で、県機動隊を経て刑事課へ異動、やがて町山署副署長となった。スキンヘッドに髭の強面。町山署在籍の数々の問題児と、度々起こる不祥事に頭を悩ませている。外見に似合わず部下には親しまれており、刑事時代の先輩である三鷹には、上司になってからも頭が上がらない。
機動隊時代は水難救助隊にいたため水難救助や救命処置の知識にも長けており、副署長でありながら、武道以外の様々な訓練の講師も担当している。刑事課に配属されたばかりのころは尾行していた空き巣に見下されるほど使い物にならなかったが、三鷹の指導を受け努力を重ねた結果、三鷹も認める刑事にまで成長した。加えて普段から節制を怠らず健康診断に引っかかったことがないため、多才な能力に敬意を表して陰では「スーパー警視」と呼ばれている。
既婚者で一児（のちに二児）の父。妻の京子は、藤たちがいたころの警察学校教官。宝塚ファン。
奥岡島事件当時は機動隊員で捜査には関わっておらず、妻が内偵捜査に従事していたことを知らなかった。
猿渡（さるわたり）
源の父（閣下）の同期。前任の退官後に新署長として、岡島北署から町山署に赴任してきた。部下に対して階級に囚われないフランクな態度で接している。かつての経験から「現場警察官は互いの絆を重んじる」を肝に銘じているが、その「絆」は若手警察官を激務や悲劇から逃さない「鎖」とイコールだと捉えるシビアな一面もある。
刑事畑出身で観察眼が鋭く、若手時代は小柄でサル顔なため「小ザル」と呼ばれていた。初任地の谷川署で閣下と共に岡島災害に遭遇、同期の岩元誠（マコ）らを亡くした心の傷でカップ麺が苦手になった。マコの実子で閣下の養子となった源とは幼いころからの顔見知りで、プライベートではマコ2（ツー）と呼んでいる。奥岡島事件の捜査には取調官として従事していた。

### 戸成警察署

#### 地域課
桃木（ももき）
巡査部長。戸成交番勤務。藤・源の同期で「大豊作の年」の一人。県警一と言われる美貌の持ち主で、職員募集のパンフレットのモデルを務めている。
警察学校時代は「ビューティゴリラ」と呼ばれ、藤や松島に匹敵するほど精力的な性格だが、天然ボケでおっとりした一面もある。美人過ぎるがゆえに男性からは敬遠されがちだが、本人はそのことに気づいておらず、自身のコミュニケーション力不足が原因だと思い込んでいる。
父親は別所属の署長をしている55歳の警視。県警女性特別機動隊の一員で、分隊長を務めている。カナのことを気に入っており、一緒にいるときはお腹の肉を揉みたがる。
有田 正行（ありた まさゆき）
声 - 石狩勇気
巡査。桃木とペアを組む新人で川合の同期。川合曰くすごくいいやつだが、桃木の美貌に気圧され避けてしまっているため、桃木からは気難しい後輩だと思われている。
地域課長からは、ペア長の桃木に変な気を起こさないように、桃木の父親の写真を警察手帳に入れておけと指示されている。そのため、桃木の天然な発言を聞く度、常に左胸を締め付けられる思いで勤務している。
源の父
戸成南駐在所の所長。源誠二の父親だが、実父ではなく母方の伯父で養父。息子と同じく天性の人たらしで、相手が何でも話したくなってしまうような雰囲気を持ち、受け持ちの戸成南駐在所では、赴任から1年と経たず誠二同様にファンを獲得している。猿渡らの同期。
桜をひき逃げした事件の重要参考人（「守護天使」）の聴取に向かう際、スーツを汚した誠二らにかわって川合と2人で聴取に赴き、川合をフォローして重要情報を引き出した。
妹・亜衣は同期の岩元誠（マコ）と結婚していたが、誠二の誕生直前にマコが岡島災害で殉職したため、養子として誠二を引き取った。マコの殉職の遠因を作ってしまったと自責の念を抱いている。未亡人となった亜衣は再婚して他県で暮らしている。妻は病弱で子宮を摘出したため、実子はいない。
新任時代は仲間内で「閣下」の愛称で呼ばれていた。その後刑事として実力をつけ、奥岡島事件では情報収集班班長として、伊賀崎や矢吹らと共に内偵捜査に従事していた。捜査班解散時の恩賞として、家族との時間が作りやすい駐在所勤務を命じられたが、虎松の報復を恐れて誠二と壁を作った接し方しかできなかったため、互いに愛情を抱きながらもやや複雑な親子関係となっている。

#### 交通課
板垣（いたがき）
46歳。巡査長。運転免許窓口係の女性で2人の子持ち。好きな言葉は「年休取得」。嫌いな言葉は「超過勤務」。仕事は頑張ったら負けと考えており、定時退庁を心掛けている。かなりのおしゃべりで、思ったことをすぐ口に出す。
かつては桃木の父がペア長であり、恩師の娘のため、桜のひき逃げ事件の重要参考人と考えられている「守護天使」の情報を、桃木を通じて町山署に提供する。

### 県警本部
本部長
岡島県警初の女性本部長。警察官への表彰をできるだけ自身の手で行う方針で、虎松を逮捕した川合らを表彰するため町山署を訪れた。その後、部下で初対面の松島に無理矢理連れて来られる形で藤や中富らと飲み会に参加、藤の紹介で秀山の妻が経営するエステティックサロンの常連となった。

#### 刑事部捜査一課
松島（まつしま）
巡査部長。藤・源の同期で「大豊作の年」の1人。警察学校を次席で卒業した。陸上のオリンピック選手くずれで「体力オバケ」と呼ばれ、逮捕術特練員を兼務している。ドSで強引な性格だが、明るくコミュ力が高く裏表がない。仕事はデスクワークが中心で、源とは将来一緒に老人ホームに入ると誓いあった仲である。
米田（よねだ）
声 - 咲野俊介
班長。中富（本部捜査一課係長当時）と鎌田の上司。捜査本部が設置された際には所轄署に派遣され、捜査の指揮を執る。
事件解決のためなら躊躇なく捜査員をコマとして使い回す一方、チームを使って所属員の才能を育てるのが管理職の務めという意識が強い。そのため、資質のない刑事を容赦なく切り捨てる方針を執りながら、その実績から現場での発言力が極めて高い三鷹に対し、人材育成の観念を欠く管理者として強い反感を抱いている。
性犯罪の被害者に強面の男性刑事達を見せないようにしたり、如何なる時でも市民の安全を最優先するなど、警察として市民の安全や被害者への配慮も徹底している。
鎌田（かまた）
巡査部長。顔に傷があり、偏屈な性格から「狂犬」と呼ばれる強面。中富が捜査一課係長だったころペアを組んでいた。
年下の上司である中富を根性の人と慕う一方、新任時代の中富の能力を引き出せず刑事失格の烙印を押した三鷹に反感を抱き続けている。三鷹の才能至上主義の権化ともいえる源のことも、三鷹が自分たちを貶す時に決まって引き合いに出すこともあり、快く思っていない。「町山市における殺人・死体遺棄事件」では、末端捜査員として最後の現場となる中富ではなく源に容疑者の取り調べをさせようとした三鷹に、人目や立場もはばからず中富を使うよう懇願していた。
中富と共に川合の絵の実力を認めており、「川合先生」と呼んで敬意を表している。

#### 刑事部捜査二課
杉田 勝（すぎた まさる）
29歳。警視。警察庁から出向してきたキャリアで課長。エリートだが腰が低く気さくな人柄で、部下で年齢の近い如月とは親しくしており、忘年会で下ネタに大笑いしたり、如月のアイデアで自身をモデルにした詐欺対策マスコット「ニカチョーくん」を作った。
町山署に巡回教養に訪れた際には、川合・藤・刑事課長に新人と勘違いされ、新人教養を受けさせられた。
蛇島（へびじま）
捜査二課知能犯係係長。如月の元上司で、東岩の同期。妻の実家は町山市内にある。
玄田（げんだ）
巡査部長。如月の同期で元彼女。警察学校教官時代の鬼瓦の教え子で、その熱心な仕事ぶりや押しの強さ、人をまとめて鼓舞することに長けていることから「鬼玄田」と呼ばれ、ポスト鬼瓦に最も近いと言われている。
警察学校時代から如月に好意を抱いており、本部捜査二課の同僚だったころ、如月が徹夜明けで上司から怒られたタイミングを見計らって告白して付き合うことになったが、最終的に破局した。しかしその後も未練を残しており、折に触れて復縁を迫っている。

#### 生活安全部
服部（はっとり）
藤・源の同期。風俗事件を担当している。秘匿捜査のセンスが高く「デリヘル刑事」の異名を持つ敏腕で、各署から派遣要請が絶えない。仕事に馴染むよう自身の外見・ファッションを整えた結果「すごく客引きっぽい」と称される外見となっている。
町山署生活安全課との合同捜査においてはカナとコンビを組み、西川や益田からコンビとしての働きを絶賛された。

#### 警備部
岡田（おかだ）
巡査長。県機動隊所属。藤・源と同期の剣道武道採用で、国体出場選手。
プライベートではほとんどタンクトップとジャージを着用しており、恩師である理事官の退官祝いにも「よそ行きジャージ」で来るという独特の感性の持ち主。女性に対しても辛辣な物言いが多い。
月に一度の合同機動隊訓練で、女性特別機動隊員の桃木や隊員の川合と顔を合わせている。
女性警察官術科訓練に暴漢役で参加し、事故の後遺症でアシスタントに回っていた桜と意気投合、その場でプロポーズし交際ゼロ日で結婚する。
警備部長
県警で五指に入るといわれる幹部。伊賀崎から「敏にぃ」と呼ばれる。立てこもり事件の負傷で入院していた伊賀崎を見舞い、班長として秘匿捜査の現場に復帰するよう命令したが、中富によって止められた。

#### 警務部監察課
矢吹（やぶき）
係長。監察官。平時の監察、コンプライアンス講話のため町山署管内にも度々訪れる。警察不祥事の予防、調査を職務とする立場上、川合ら現場警察官はもちろん幹部たちも苦手意識が強い。
特徴がなく覚えづらい外見をしており、かつてはそれを生かして伊賀崎の後輩として秘匿捜査に従事、奥岡島事件では伊賀崎とともに源の父率いる情報収集班に所属していた。

### 元警察官
轟（とどろき）
声 - 落合福嗣
藤・源の同期。｢トドちゃん｣の愛称で親しまれ、源から同期のアイドルと呼ばれる。昔からの夢であった白バイでのマラソン先導を担当した後退職し、家業の酒造会社を継いだ。後に結婚し、式には源らも出席した。
桜のひき逃げ事件の現場に、宮原と一緒に出動していた。
鬼瓦 京子（おにがわら きょうこ）
声 - きそひろこ
岡島県警の伝説的女性警察官。町山署副署長の妻。宮原・秀山の同期。どんな職務も完璧にこなすことに加えてその男勝りな性格から、宮原からはボスゴリラと呼ばれていた。
藤や山田の警察学校時代の教官で、そのころに第一子を妊娠し長女を出産した後、町山交番所長へ異動した。そこで第二子を妊娠したが、妊娠5ヶ月目に桜と出動していた事故処理中に桜がひき逃げされ、その現場対応での無理がたたり流産、そのまま退職し専業主婦となった。3年経って桜のひき逃げ事件が解決した後、第三子を妊娠する。
奥岡島事件当時は新任で、コピーとりを中心に雑用をしていた。特捜が立ち上げられた1ヶ月後、夏目の手で情報収集班に抜擢され、塩谷・矢吹と共に内偵捜査を行っていたが、源の父が虎松に脅迫されたことで班は解散に追い込まれ、自身も異動する。20年後、町山署が虎松への本格捜査を開始したことで、源から当時の事情を聴取される形で、源の父の事情と真意を伝えた。
教官時代の教え子は、藤をはじめ突出した警察官が多いことから「鬼瓦組」と称される。奥岡島事件の情報収集班員のうち、特捜が立ち上がる2か月前から班解散まで一度も姿を現さなかった伊賀崎とは、面識がない。
岩元 誠（いわもと まこと）
源誠二の実父。源の父（閣下）と猿渡の同期。新任時代に谷川署管内の駐在所に勤務、閣下の妹・亜衣と結婚して誠二を授かったが、岡島災害に巻き込まれ誠二の誕生を見ることなく殉職した。
仲間内では「マコ」と呼ばれ、口下手だが気の優しい性格だった。源と同じく天然パーマ。
夏目（なつめ）
奥岡島事件の捜査責任者。班員が虎松から脅迫されたのを受け、情報収集班の解散を命令した。20年後には退官しており、塩谷の逮捕を受けて当時の事情を聴取に来た山田らに、塩谷と伊賀崎のことを語って聞かせた。

### 反社会的勢力
前村 孝三（まえむら こうぞう）
覚醒剤の売人。猿渡署長に面会を求めて町山署を訪れ、言動が異常だったことなどから覚醒剤の使用を疑われ、そのまま逮捕された。
虎松の亡くなった兄貴分の弟で、中学生のころから虎松に特別な感情を向けられ様々な面倒を見てもらっており、奥岡島事件の時代には組織で重用されていた。しかし能力が高くない上に本人は虎松に感情を抱いておらず、奥岡島事件では虎松から逃れるためにわざと逮捕され、組織の衰退を招いた。源の父と鬼瓦を逆恨みしている。
虎松 譲二（とらまつ ジョージ）
岡島県の反社会的勢力のボス。周囲を惹きつける圧倒的なカリスマ性と、自作の犯罪マニュアルを時流に合わせてアップデートさせる明晰な頭脳を持ち、目をつけた人間を骨までしゃぶりつくすと言われている。
奥岡島事件により組織が追い込まれる中、塩谷を取り込んで得た情報を元に源の父を脅迫し、不始末の償いをすると親組織に頭を下げることで組織を存続させた。その後20年の時間をかけ、秘密裡に伊賀崎の協力を受けながら、組織の資金を手元に集約させつつ竜崎怜王らを逮捕されるよう仕向けるなど、親組織の壊滅を目論んで成功させる。しかし前村らの逮捕をきっかけに自身も逮捕され、拘置所で末期癌が発覚、公判を待たずこの世を去る。
学生時代に同性愛者であることをアウティングされ退学したことで犯罪者となった。他人のことは信用していないが、前村と、内縁の妻との間のひとり娘・菜摘だけは溺愛しており、特に菜摘には犯罪とは無縁の生活を送ってほしいと願っていた。
塩谷 忠司（しおたに ただし）
元岡島県警巡査部長。警察学校時代から成績優秀で周囲にも慕われ、奥岡島事件では情報収集班に抜擢され、源の父の下で潜入捜査を行っていた。しかし虎松に取り込まれて情報を漏洩したことで班を解散に追い込んでしまい、内部調査を待たず自主退職、虎松の組織の一員となった。奥岡島事件から20年後は土谷忠司（つちや ちゅうじ）と名乗り、上半身に刺青を入れ、虎松に支援されて東京で振り込め詐欺のまとめ役をする傍ら、元内偵捜査官の経験を悪用して組織の相談役をしている。
虎松の死去を受けて町山市を訪れ、虎松が菜摘の家に遺したデータを取得しようとしたところ、菜摘の通報により藤らが駆け付け、逃れるために立てこもり事件を引き起こす。菜摘と交換で川合と源を人質にとり、ガス爆発で証拠を隠滅しようとしたが、川合の機転で逆襲され逮捕された。ちょうど同じころ、リーダーをしていた振り込め詐欺グループも如月らに検挙されている。
警察を事実上放逐されたことを逆恨みしている様子が見られる。警官時代は伊賀崎を敬愛しており、逮捕後、立てこもり事件で伊賀崎と気付かず重傷を負わせたことを後悔していた。
竜崎 怜王（りゅうざき れお）
虎松の親組織の幹部。服役中の父は上部組織の幹部で、祖父は総帥的な立場にいる。虎松が組織の資金を一手に握ったことで資金繰りに窮し、配下に命令して岡島県の資産家を殺害、その計画を塩谷に相談していた証拠が虎松によって残されており、殺人容疑で逮捕された。虎松によると能力は父より大きく劣るという。

### その他
葵（あおい）
川合の警察学校時代の教官。それ以前は交番勤務で藤の新人時代の先輩だった。交番時代の同僚だった前町山署長の息子と婚約し、後に結婚する。
藤曰く交番時代は「ジャックナイフ」だったらしく、今なお恐れられている。教官時代の教え子達からは厳しくも優しい教官と尊敬されているが、実際の指導内容と教え子たちの認識の違いに、婚約者は戸惑いを見せていた。婚約後は、性格や顔つきが柔和になっている。
源の母
源の養母。駐在所で夫と共に暮らしている。パトロールなどで夫が不在の時は手伝える範囲で業務を手伝っており、その存在が地域の防犯効果を生んでいる面もあるという。病弱で、若いころに子宮を摘出している。
虎松を逮捕した後、源と一緒に挨拶に来た川合と意気投合、その後もしばしば訪れて来る川合と仲を深めている。二人ならんだ様子は山田から「スナック源のママとチーママ」と言われている。
岩元（いわもと）
マコの父で、源の実父方の祖父。20年程前に教師を退職し、町山署管内で町内会長のかたわら防犯ボランティアを務めている。高齢のため体調を崩しがちだが、長い時間が経過しても息子の殉職に折り合いがつけられないこともあり、息子の遺志を継ぐ形でボランティアに励み続けている。カナの素行が荒れていた高校時代、説諭して警察官になるきっかけを与えた。
猿渡とは交友を持っているが、源家とは奥岡島事件から絶縁状態にあり、源は実父の実家が町山にあることを知らず墓参りに行ったこともなかった。
木村 良徳（きむら よしのり）
桜をひき逃げした犯人。町山署では新人女性警察官を遠巻きに見守っている様子から「守護天使」の通称で呼ばれていた。
20年以上前に借金を残して家族の前から失踪し、戸成署管内の農園で住み込みで働いていた。生き別れの娘が警察官になったとたまたまニュースで知り、その面影を求めて町山市内の新人婦警を見守り続けていたが、疲労で桜をひき逃げしてしまい、証拠隠滅のため事故を起こした軽トラックを裏山に廃棄。3年後、川合らが事件の再捜査で農園を訪れたことで逃げられないと悟り、遺書を残して逃走し宮原に確保された。
娘は同僚と結婚して警察を退職しており、逮捕後に留置場で初めて再会した。
大山 翔（おおやま しょう）
町山市在住の無職男性。恋人である秋田るみの部屋に同棲し、痴話喧嘩の相談・通報を長期間にわたって頻繁に町山署に寄せていることから、署内でも有名な存在だった。
やがて別れ話のもつれから恋人を殺害して山中に埋め、殺人と死体遺棄の容疑で逮捕される（「町山市における殺人・死体遺棄事件」）。子供時代、父親から日常的に暴力を振るわれ自殺した母親を見て「もう母は殴られないで済む」「やっと安心して二人きりになれた」と安堵した過去があり、それが自分を捨てようとした恋人を殺害する動機となった。
秋田 るみ（あきた るみ）
町山市在住の女性。大山翔と同棲し、頻繁に痴話喧嘩を繰り返しては町山署に通報しあっていた。
美容師志望だったが、大山と同棲するため専門学校を退学した。やがて「本気で別れる、町山を出て美容師として再出発する」と告げて逆上した大山に殺害され、遺体を山中に埋められる（「町山市における殺人・死体遺棄事件」）。風俗嬢として生活していたことから、死後、自身と遺族に対するバッシングが過熱していた。
五十嵐 凛香（いがらし りんか）
岡島新聞記者。『アンボックス』で登場。「町山市における殺人・死体遺棄事件」の取材を行う事となる。「弱い立場の人の力になりたい」という思いから新聞記者となり、同事件解決後も遺族に対し「世間の反応で困ったこと」「必要と感じた支援」等の継続的な取材活動を行っている。
ピッピ
川合の部屋で飼育されることとなった猫。藤・川合ペアが交番勤務中、生まれた子猫を自宅で育てられないと相談にきた小学生から、個人的に引き取る形で飼うことになった。当初「彼ピ」という名であったが、源からの助言により「ピッピ」に改名される。
それからしばらくはペット禁止の警察宿舎において内緒で飼育され、源や山田らも積極的に世話していたが、「町山市における殺人・死体遺棄事件」で玄田に預けられた後、「宿舎で猫を飼うなんて無責任」という玄田の主張からそのまま玄田に引き取られた。
安達 菜摘（あだち なつみ）
虎松のひとり娘。中学生。母は虎松の内縁の妻。年齢相応の性格をしている一方、時折虎松譲りの気性の激しさと冷徹さを覗かせる。
父親が目の前で逮捕された時に虎松や自分のことを否定しなかった川合を慕っている。父の死後、塩谷が自宅をいきなり訪れた際に川合に通報し、接近禁止の申し立てを行ったことで立てこもり事件が発生、結果として塩谷は逮捕され反社会的勢力との関係が完全に断ち切れた。その後親元を離れ町山を去り、虎松が非合法的に残した財産を放棄、思い出のブルーベリーの挿し木とともに虎松の母のもとに身を寄せた。

### 同期の桜一覧
「同期の桜」とは予科練の同期生のこと。
本作では上記の意味のほか、藤の同期生である桜しおりに関して語られる話のサブタイトル（95話など）でも使用される。
- 川合 麻依、有田 正行 - 新人
- 敷根、上杉 - 川合の2期上
- 宇都 - 川合の3期上
- 山田 武志、黒田 カナ、牧高 美和、和田 - 川合の5期上
- 藤 聖子、源 誠二、桜 しおり、桃木、松島、服部、岡田、轟、三鷹（息子）、権川原 - 川合の6期上
- 如月 昌也、玄田 - 川合の7期上
- 宮原 三郎、秀山、鬼瓦 京子
- 北条 保、西川 庄司
- 東岩、蛇島、塩谷 忠司
- 源の父、猿渡、岩元 誠、立浦

## 制作背景

### 動機
作者の泰は警察官時代に多岐にわたる警察業務を日々こなす、多忙な警察官の過労死を目の当たりにしていた。ある時高校に就職説明に出向いた際に唯一警察に興味を持っていた男子が親の反対で進路変更したことを知る。これを受け、一般的に大変な仕事と思われている警察業務に従事する人は「いい意味でしょうもない」人たちであり、頑張りながらも楽しく仕事をしていることを伝えたいと考え、またそれによって警察官希望者が増えることで個々の負担が減り、警察の過労死を減らす一助になることを期待して警察を題材とした漫画を描くに至った。

### 構成
当初、泰は主人公である川合の新任から4〜5年後の状況を描くつもりでいたが、連載が始まることが決まったとき、制作を手伝っている泰の姉からは藤とペアを組んでいるときの新任時代を描いた方が分かりやすいと指摘された。そのため本作は当初から泰が構想する4〜5年後の状況に向かって話を展開している。ただし実際に川合を藤の年齢に近づけてしまうと、藤と川合がペアでいられなくなってしまうため、本作は季節が変わっても登場人物は年を取らない形式を採用している。
第1巻から3巻までは1話完結のシンプルで笑える話が大半であったが、メディアミックスなど商業的な面も考慮するようになった4巻以降は伏線や長編を入れ始め、トラウマなどの笑えないテーマも掲載するようになった。
また泰は『アンパンマン』を例に挙げたうえで、精神的に安定した状態で町の平和を守るだけの作品にならないように、例えば恋愛要素など読者が望んでいない、嫌われる要素を含んだ人間の悩みや弱さも作中に意識して取り入れている。
最終的には川合が藤を支える立場になることを目指している。そのため当初は最終回に用いることを予定していた「伊賀崎警部補の胸襟」のエピソードでは、読者からクレームがくるほどに川合の活躍を描き、指導員と新任の立場からペア長とペアっ子への立場に変化させた。

### キャラクター設定
登場人物のキャラクター設定に関して、泰は最初に身上調書水準の内容を考えてから登場させるようにしている。この結果、最終的に癌の再発で亡くなる生活安全課の西川には63話で「胃痛持ち」と台詞を用意し、69話では若い時の西川には髪の毛があるが、癌発症後の西川はスキンヘッドであることを対比させるなど、担当編集者が気が付かないほど巧妙な伏線となった。
また「本題を伝えるためには話中のうち9割が笑い話であることが必要」という自身の経験から、長所以上に欠点や残念な部分を考えるのに工夫を凝らしている。その結果、捜査二課の如月には川合からは「王子様的な方」、源からは「優しいし紳士」と評される一方で「AV8段」という段位が設定された。
伊賀崎に関しては、天才肌の人は現実に存在するとしつつも、10年に1人というのはフィクションであると語る。
課長の4人に関しては、キャラクター設定が被らないように考慮している。具体的には秀山交通課長は頭脳派、生活安全課長は署員の育成能力に優れ、三鷹刑事課長は職人気質、中富地域課長は努力家で穏やか。
鬼瓦と横井に関しては対照的に描いている。具体的には鬼瓦は全て完璧に行う設定で、作中ではスーパー戦隊シリーズのピンクと評している。一方で横井は万能ではないが、自分のやりたいことを地道に実践する設定である。このような設定になったのは現実の警察組織において、女性警察官が男と同等の働きを求められる一方で女の立ち振る舞いも求められるが、そんな鬼瓦のような人物はいないことを描きたかったためである。
藤に関しては「男社会で優秀なばかりにちょっと嫌われている異質な存在」という設定を与えた。この設定の元は『風と共に去りぬ』のスカーレット・オハラであり、泰自身がオハラに対して望む幸せな結末を幼少期から考え続けた結果である。
山田に関しては、泰は彼を描きたいがために本作を創作したと述べる。山田のモデルは前述の過労死した警察官のペアであった刑事であり、泰は山田が誰からも嫌われないように意図して描いている。また泰が読者に伝えたいと考えるメッセージを主人公が述べてしまうと、説教らしくなり、また目立つことで攻撃対象になりやすいという理由で重要な内容は山田に述べさせている。

## テレビドラマ
『ハコヅメ〜たたかう!交番女子〜』（ハコヅメ たたかうこうばんじょし）のタイトルで、2021年7月7日から9月15日まで日本テレビ系「水曜ドラマ」で放送された。戸田恵梨香と永野芽郁のダブル主演。永野は日本テレビの連続ドラマはこれが初主演となった。
第4話まで放送された時点で永野が新型コロナウイルスに感染していることが判明し撮影が休止した影響により、8月4日と11日の2週にわたって特別編を放送した。その後、永野の復帰により8月18日に第5話が放送されることとなった。
9月8日の第8話放送終了後から、出演者による座談会とメイキング映像、同月15日の最終話放送終了後からオリジナルストーリー「ハコヅメ〜もっとたたかう!町山署の人々〜」の配信をそれぞれ定額制動画配信サービスのHuluにて行われることが同月7日に発表された。
2021年12月28日から同月31日まで、日本テレビと一部系列局でドラマの一挙再放送が行われた。また、放送文化基金賞の受賞（後述）を受けて、2022年12月29日と同月30日にもドラマの一挙再放送が行われた。

### あらすじ（テレビドラマ）
物語は、川合が故郷の父に語りかける独白で進められていく。
埼玉県にある町山交番に勤務する新人女性警察官の川合麻依は、晴れて公務員となれたものの、日々の過酷な業務や駐車違反者の悪態などに辟易し、辞職願を忍ばせながら日々を過ごしていた。そんな折り、新たな上司が赴任してくると耳にした。所長によると、元刑事課のエースだった藤聖子はパワハラで左遷されたと噂されていた。

### 登場人物（テレビドラマ）

#### 埼玉県警 町山警察署

##### 地域課（テレビドラマ）
藤聖子（ふじ せいこ）〈30〉
演 - 戸田恵梨香
巡査部長。地域課に異動し町山交番の勤務になった元エース刑事。警察学校を首席で卒業し、パトロール中にも次々と犯罪者を検挙する凄腕警察官。異動理由は本人曰く「パワハラで左遷された」ということになっているが、本当の理由は同期の桜をひき逃げした犯人の検挙が目的で、志願して町山交番に異動していた。
川合麻依（かわい まい）〈20〉
演 - 永野芽郁
町山交番に勤務する新人警察官。巡査。安定収入を求めて公務員である警察官になったが、ハードな交番勤務に当初は辞職を考えていた。だが、藤とともにペアで仕事をしていくうちに、警察の仕事に対してやりがいを感じるようになる。
伊賀崎秀一（いがさき しゅういち）〈46〉
演 - ムロツヨシ
町山交番の所長。警部補。交番勤務の前は、別の部署に所属していたらしい。のらりくらりしていて、楽に仕事をすることを第一優先に考えている。度々部下にお菓子をあげる。救命士とメンタルヘルスカウンセラーの資格を持つ。
既婚者で3人の息子がおり、藤が町山交番に赴任後4人目である娘が生まれる。3年前に桜がひき逃げ事故に遭った日は、妻が三男を出産した日だった。
原作に比べ人格者の設定で、那須や鬼瓦をはじめドラマには登場しないキャラの役柄を兼ねていたり、源や山田の役回りを一部受け持つ形で、原作よりも登場頻度は高い。
桜しおり（さくら しおり）
演 - 徳永えり（第4話 - 最終回）
藤・源の同期。3年前、ペア長だった伊賀崎とともに処理していた交通事故の現場でひき逃げ事故に遭い、意識不明の重傷を負う。現在は休職扱いでリハビリに励んでいる。

##### 刑事課（テレビドラマ）
源誠二（みなもと せいじ）〈30〉
演 - 三浦翔平
捜査一係の刑事。巡査部長。藤とは警察学校の同期。人たらしで取り調べの天才。藤のことを「聖子ちゃん」と呼び、「マウンテンメスゴリラ」とも言う。父親も警察官。
山田武志（やまだ たけし）〈29〉
演 - 山田裕貴
捜査一係の刑事。巡査長。源とペアを組む。藤と源とは警察学校の一期後輩にあたり、先輩二人に都合良く使われている。
牧高美和〈27〉
演 - 西野七瀬
捜査一係の刑事で紅一点。巡査長。藤の後任として異動してきた。新撰組オタク。
鈴木敦〈25〉
演 - 渕野右登
捜査一係の刑事。巡査長。牧高とペアを組む。THE・真面目な性格。大卒で世界史を専攻していた。牧高に気があり、最終回で告白したが玉砕する。ドラマオリジナルキャラ。
北条保〈48〉
演 - 平山祐介
捜査一係・係長。警部補。一見するとかなりの強面だが、実は部下想いで優しい。
加藤銀次
演 - 福吉寿雄
捜査二係・係長。警部補。
鷲尾充輝
演 - 金子太郎
捜査一係刑事。巡査部長。
脇坂俊吾
演 - 中野文馨
捜査二係刑事。巡査部長。
福島昭男
演 - 小手山雅
捜査二係刑事。巡査部長。
佐藤巽
演 - 阿邊龍之介
捜査一係刑事。巡査部長。
平野慎吾
演 - 豊田豪
捜査二係刑事。巡査部長。
村田嘉明
演 - 保田泰志
捜査二係刑事。巡査部長。

##### 交通課（テレビドラマ）
宮原三郎
演 - 駿河太郎（第6話・第8話）
元交通機動隊の白バイ隊員。巡査部長。情の厚い性格で、初めて交通事故による死亡事例を目の当たりにして意気消沈した川合に厳しくも心情に寄り添った励ましをする。

##### 幹部（テレビドラマ）
吉野正義〈51〉
演 - 千原せいじ
副署長。警視。機動隊出身の柔道の猛者。署内で警察術科訓練の講師を務める。
田邉司〈59〉
演 - 深沢敦
署長。警視。吉野からは来年で定年退職だと勘違いされていたが、実際は定年まで1年以上あった。

#### 埼玉県警 戸成警察署

##### 地域課（テレビドラマ）
桃木由里子
演 - 臼田あさ美（第5話 - ）
巡査部長。藤・源の同期。県警一の美貌の持ち主。本人はその魔性に気付いていない。女性特別機動隊の分隊長も務める。

#### 埼玉県警 本部

##### 刑事部（テレビドラマ）
松島小百合
演 - 大西礼芳（第5話 - ）
捜査一課の巡査部長。藤・源の同期。強靱なメンタルの持ち主。陸上のオリンピック候補にまでなったほどの体力を持つ。

#### その他（テレビドラマ）
警察無線の声
声 - 佐々木啓夫

#### ゲスト

##### 第1話
- 篠原（窃盗の常習者） - モロ師岡
- 坂本太郎（自殺をほのめかす通報を繰り返す男性） - 森田甘路
- 田中（忍者が出たと通報する認知症男性） - 原田文明
- ミーちゃん（麻依の親友） - 大友花恋[75]
- 翔クン（ミーちゃんの彼氏） - 早瀬圭人
- 落とした帽子を引き取りに来た市民 - あいだあい
- ひったくり犯 - 吉田健悟
- 坂本太郎の母 - 山本道子
- 一時停止を無視した原付バイクの運転手 - 仲野元子
- ひったくり犯の追跡シーンで川合を応援している子供のうちのひとり - 鈴木楽

##### 第2話
- 高木優太（補導された中学生） - 南出凌嘉
- 高木咲子（優太の母） - 遊井亮子
- 赤城琢磨（覚醒剤取締法違反の被疑者） - 武藤賢人
- 立花あかり（赤城の関係者） - 玉井らん
- 松原理沙（遺失物届けに交番を訪れた女性） - 山口まゆ
- 菊池竜哉（理沙の彼氏・空き巣狙いの連続窃盗犯） - 井上尚

##### 第3話
- 清水彩菜（痴漢被害者の女子高生） - 畑芽育（第4話）
- 清水麻里（彩菜の母） - 西山繭子（第4話）
- 安田大二郎〈42〉（痴漢の容疑者） - 北澤ひとし（ロビンソンズ）（第4話）
- 早見健（痴漢を目撃した男子高生）  - 池田優斗（第4話）
- 木村珠代（交番を訪れた女性） - 茅島成美
- 詐欺師（木村珠代のキャッシュカードと通帳を狙った詐欺師） - 和知龍範
- 山崎多恵（源巡査部長を指名するスーパーの万引き犯）- 青木和代（第7話）
- 山崎恵美（多恵の娘） - 並木愛枝
- 山崎聖人（多恵の孫） - 梅谷祐成
- 久本（スーパー大安の店長）- 田村義晃
- 西浜渚（コインランドリーで下着盗難にあう女性） - 浜口京子[76]
- 県警捜査一課のコワモテ刑事たち - 高倉組[77][78]（エキストラ協力）（第4話）

##### 第4話
- 米田益男（本部捜査一課 班長） - 矢柴俊博

##### 第5話
- 三宅雄三（交番を訪れた認知症の男性） - 小野武彦
- 三宅幸子（雄三の妻）　- 朝加真由美
- 武田（火災現場でめまいに襲われた川合を介抱する消防士） - 小関裕太[79]
- 彼氏がスマホを落とし、交番を訪れるカップル - ヴァンゆん[80]
- 結衣（源と山田の合コン相手） - 團遥香
- 千佳（源と山田の合コン相手） - 五島百花
- 紺野（藤と川合の合コン相手） - 高島豪志
- 青山（藤と川合の合コン相手） - 平田雄也

##### 第6話
- 田村雅樹 - 仁科貴
- 田村麻美 - 阿南敦子
- 竹中茂（免許証返納者）‐ 藏内秀樹
- 赤ん坊を膝の上に載せて運転していた主婦 ‐ 相馬有紀実
- チェーンソーを振り回して暴れていた男 ‐ 中村元気
- 免許証更新希望の老人 ‐ 菅野久夫

##### 第7話
- 伊賀崎麻由美（伊賀崎の妻） - 小野真弓
- 変質者 - 諏訪雅
- 萩原真希 - 山田キヌヲ

##### 第8話
- 木村義徳（守護天使 / 「清水農園」従業員） - 森下能幸（最終話）
- 浮気男 - くぼてんき[81]
- 西田（川合の学生時代の先輩・保険勧誘員） - 田本清嵐
- 桃香（源のデート相手） - 川添野愛
- 美波（山田のデート相手）- 川井望鈴
- 小森太郎（違法デリヘルの親玉） - 阿部亮平
- 自動車泥棒 - 武田幸三
- 違法デリヘルの店員 - 三木崇史、ななみにこ
- 浮気男を殴る女 - 黒岩よし

### スタッフ
- 原作 - 泰三子『ハコヅメ〜交番女子の逆襲〜』（講談社「モーニング」連載中）
- 脚本 - 根本ノンジ
- 演出 - 南雲聖一、丸谷俊平、伊藤彰記、菅原伸太郎[注 6]
- 主題歌 -  milet「Ordinary days」（SME Records）[82]
- オープニングテーマ - ロイ-RöE- 「YY（ワイワイ）」（unBORDE / Warner Music Japan）[83]
- 音楽 - 井筒昭雄
- 警察監修 - 城下司郎、古谷謙一
- 医療監修 - 山本昌督
- スタントコーディネート - 青木哲也
- カースタント - タカハシレーシング
- CG - マリンポスト（田中貴志）
- プロット協力 - 松島瑠璃子
- チーフプロデューサー - 加藤正俊
- プロデューサー - 藤森真実、田上リサ（AX-ON）、大平太（協力）
- 制作協力 - AX-ON
- 製作著作 - 日本テレビ

### 放送日程
| 話数                                                                         | 放送日  | ラテ欄                                                                  | 演出                | 視聴率 |
| ---------------------------------------------------------------------------- | ------- | ----------------------------------------------------------------------- | ------------------- | ------ |
| 第一話                                                                       | 7月07日 | 新米×元刑事の最強交番女子ペア誕生! 意外と知らない超リアルお巡りさん物語 | 南雲聖一 菅原伸太郎 | 11.3%  |
| 第二話                                                                       | 7月14日 | 交番女子ペア始動! 犯人尾行でラブホに潜入!? 涙のガサ入れ                 | 南雲聖一            | 11.7%  |
| 第三話                                                                       | 7月21日 | 新米交番女子の初手柄!? 超独特な犯人の似顔絵で捜査が動く                 | 丸谷俊平            | 10.8%  |
| 第四話                                                                       | 7月28日 | 交番女子、強面だらけの特捜本部に参戦!! ついに犯人逮捕へ                 | 丸谷俊平            | 08.9%  |
| 第五話                                                                       | 8月18日 | 交番女子の初恋&合コン大作戦! デート中に緊急事態発生!?                   | 伊藤彰記            | 12.5%  |
| 第六話                                                                       | 8月25日 | 新米交番女子の涙 突然奪われた命に最強ペアの絆が揺らぐ                   | 南雲聖一            | 11.1%  |
| 第七話                                                                       | 9月01日 | ついに明かされる謎! 署最大の未解決事件と交番女子の秘密                  | 丸谷俊平            | 11.8%  |
| 第八話                                                                       | 9月08日 | 藤さんには私がついてます! 新米交番女子の覚悟とペアの絆                  | 伊藤彰記            | 11.6%  |
| 最終話                                                                       | 9月15日 | あなたがいるから頑張れる 交番女子が起こす最後の奇跡!!                   | 南雲聖一            | 012.6% |
| 平均視聴率 11.4%（視聴率はビデオリサーチ調べ、関東地区・世帯・リアルタイム） |         |                                                                         |                     |        |

- 最終回は22時 - 23時10分の10分拡大放送。

| 話数                                                         | 放送日  | ラテ欄                                        | 演出     | 視聴率 |
| ------------------------------------------------------------ | ------- | --------------------------------------------- | -------- | ------ |
| 第一話                                                       | 8月04日 | 新作エピソード×名場面! 交番女子SPストーリー   | 南雲聖一 | 06.4%  |
| 第二話                                                       | 8月11日 | 新作×名場面! 涙と笑いの交番女子物語に新展開!? | 南雲聖一 | 08.8%  |
| （視聴率はビデオリサーチ調べ、関東地区・世帯・リアルタイム） |         |                                               |          |        |

- 第一話は『東京2020オリンピック』の中継時間の延長（17時50分 - 22時15分）に伴い[89]5分繰り下げ、22時15分 - 23時15分に放送[90]。

### スピンオフドラマ
「ハコヅメ〜もっとたたかう!町山署の人々〜」（ハコヅメ もっとたたかうまちやましょのひとびと）のタイトルで2021年9月15日の本編最終話放送後からHuluで配信。源（三浦翔平）、山田（山田裕貴）、牧高（西野七瀬）ら町山警察署・刑事課メンバーの超ハードな日常とホンネが描かれる。脚本は佐藤友治、演出は伊藤彰記。

#### キャスト（スピンオフドラマ）
- 源誠二 - 三浦翔平
- 山田武志 - 山田裕貴
- 牧高美和 - 西野七瀬

#### ゲスト（スピンオフドラマ）
- 吉野正義 - 千原せいじ
- 北条保 - 平山祐介

### 受賞歴
- 2022年日本民間放送連盟賞 テレビドラマ種目 優秀賞[92]

### 評価
2022年6月には第48回放送文化基金賞番組部門のテレビドラマ番組最優秀賞を受賞した。選考理由について同基金は「女子会もする普通の女子である交番勤務の女性警察官にフォーカスしたこのドラマは、権力を振りかざすこれまでの警察ものとは一線を画し、時代の変移を明確に映し出した。随所で笑いを誘うテンポの良い脚本は、シリアスな社会問題も描き出しており、エンターテインメント性と社会性のバランスが絶妙だ。パワー志向で完璧な女性巡査部長に対してダメな主人公という設定も、『たたかわない』『がんばれない』人を応援する今日的な側面がある」と総評している。本ドラマで川合役を演じた永野もドラマ内での演技が評価され、同部門の演技賞を受賞した。

### 実写ドラマ放送後
2024年3月31日、山田役の山田裕貴と、牧高役の西野七瀬が結婚を発表。ドラマ共演者同士の結婚となった。
| 日本テレビ系 水曜ドラマ               | 日本テレビ系 水曜ドラマ                                   | 日本テレビ系 水曜ドラマ                                         |
| 前番組                                | 番組名                                                    | 次番組                                                          |
| ------------------------------------- | --------------------------------------------------------- | --------------------------------------------------------------- |
| 恋はDeepに （2021年4月14日 - 6月9日） | ハコヅメ 〜たたかう!交番女子〜 （2021年7月7日 - 9月15日） | 恋です! 〜ヤンキー君と白杖ガール〜 （2021年10月6日 - 12月15日） |

## テレビアニメ
2022年1月から3月までAT-Xほかにて放送された。

### キャスト（アニメ）
- 川合麻依 - 若山詩音
- 藤聖子 - 石川由依
- 源 誠二 - 鈴木崚汰
- 山田武志 - 土屋神葉
- 牧高美和 - 花澤香菜
- 北条 保 - 小山力也
- 副署長 - ケンドーコバヤシ

### スタッフ（アニメ）
- 原作 - 泰三子[9]
- 監督 - 佐藤雄三[9]
- 副監督 - 石田暢[26]
- シリーズ構成・脚本 - 金月龍之介[9]
- キャラクターデザイン・総作画監督 - 土屋圭[9]
- サブキャラクターデザイン・アイキャッチ - 尾崎智美
- 色彩設計 - 大野春恵[26]
- 美術ボード - 橋本和幸、横松紀彦[26]
- 美術設定 - 杉山晋史[26]
- 撮影監督 - 畑中宏伸[26]
- 3D監督 - 田中康隆[26]
- 編集 - 塚常真理子[26]
- 音楽 - 信澤宣明[26]
- 音響監督 - 小泉紀介[26]
- 音響効果 - 山谷尚人[26]
- 音響制作 - マジックカプセル[26]
- 音楽プロデューサー - 若林豪
- 音楽ディレクター - 竹山沙織
- 音楽制作 - KADOKAWA
- プロデューサー - 田中翔、日比政広、吉田勇樹、松田大洋、尾形光広、渡瀬昌太、丸山創
- 制作プロデューサー - 芦川真理子、豊田智紀[26]
- アニメーション制作協力 - DR MOVIE
- アニメーション制作 - マッドハウス[9]
- 製作 - ハコヅメ製作委員会（KADOKAWA、ドコモ・アニメストア、AT-X、マッドハウス、BS日テレ、角川メディアハウス）[26]

### 主題歌
「知らなきゃ」
安月名莉子によるオープニングテーマ。作詞はタナカ零、作曲はナスカ、編曲はthe Third。
「Change」
nonocによるエンディングテーマ。作詞・作曲はDECO*27、編曲はRockwell。

### 各話リスト
| 話数   | サブタイトル                                                           | コンテ   | 演出                  | 作画監督                                                  | キャラクター 総作画監督 | 総作画監督               | 初放送日      |
| ------ | ---------------------------------------------------------------------- | -------- | --------------------- | --------------------------------------------------------- | ----------------------- | ------------------------ | ------------- |
| 第1話  | アンボックス＆サンドバック〜その1〜アンボックス＆サンドバック〜その2〜 | 佐藤雄三 | Kim Minsun            | Song Hyeonju Lee Yesung Kim Yujin Han Eunmi               | 土屋圭                  | Jang Gilyong             | 2022年 1月5日 |
| 第2話  | ビギナーズ・ラックポリス・ジャングル                                   | 佐藤雄三 | Park Jaeik            | Kim Bongduk Yu Seunghee Jo Eunkyung                       | 土屋圭 松本まみ子       | Ryu Seongchul            | 1月12日       |
| 第3話  | エース登場遺体は語る                                                   | 澤井幸次 | Kang Taesik           | Seo Sunyeong Hong Yumi Hwang Youngsik                     | 土屋圭 松本まみ子       | Song Jinhui              | 1月19日       |
| 第4話  | 拝啓お犬様ランナーズ・ハイ                                             | 佐藤雄三 | Kim Minseon           | Kwon Hyeokjeong Hwang Iljin                               | 土屋圭 松本まみ子       | Song Jinhee              | 1月26日       |
| 第5話  | 深夜のパトロールVS.チカン                                              | 川村賢一 | Park Jaeik            | Yu Seunghee Lee Gwanwoo Kim Bongduk Jo Eunkyung           | 土屋圭 松本まみ子       | Yu Seungcheol            | 2月2日        |
| 第6話  | 合コン狂騒曲暴走ポリス                                                 | 澤井幸次 | Park Jaeik            | Yu Seunghee Lee Gwanwoo Kim Bongduk Jo Eunkyung           | 土屋圭                  | Yu Seungcheol            | 2月9日        |
| 第7話  | 尾行選手権人たらし                                                     | 澤井幸次 | Kang Taesik           | Park Aelee Lee Minbae                                     | 土屋圭                  | Jang Gilyong             | 2月16日       |
| 第8話  | 正義の暴走筋肉バカ                                                     | 川尻善昭 | Park Sihu             | Han Eunmi Park Sunok Kim Bogyeong Park Aelee              | 土屋圭                  | Jang Gilyong             | 2月23日       |
| 第9話  | 逮捕術UFO                                                              | 高田恭輔 | Park Sihu             | Kwon Hyukjung Kim Bokyung                                 | 松本まみ子              | Song Jinhee              | 3月2日        |
| 第10話 | 警察手帳トラウマ                                                       | 澤井幸次 | Kang Taesik           | Hong Yumi Hwang Iljin                                     | 土屋圭                  | Yu Seunghee              | 3月9日        |
| 第11話 | 大麻と似顔絵似顔絵狂騒録                                               | 川尻善昭 | Park Jaeik            | Woo Gueumyung Lee Gwanwoo Yu Seunghee Jo Eunkyung         | 土屋圭 松本まみ子       | Yu Seunghee              | 3月16日       |
| 第12話 | 再現人形捜査一課                                                       | 佐藤雄三 | Park Sihoo            | Kim Yujin Park Sunok Hwang Youngsik                       | 土屋圭 松本まみ子       | Song Jinhee              | 3月23日       |
| 第13話 | 勝負は一瞬コマよ走れ                                                   | 川尻善昭 | Kim Minsun Park Jaeik | Park Aeri Yu Seunghee Lee Gwanwoo Kim Bongduk Jo Eunkyung | 土屋圭 松本まみ子       | Jang Gilyong Yu Seunghee | 3月30日       |

### 放送局
| 放送期間               | 放送時間                     | 放送局         | 対象地域 | 備考                                          |
| ---------------------- | ---------------------------- | -------------- | -------- | --------------------------------------------- |
| 2022年1月5日 - 3月30日 | 水曜 23:30 - 木曜 0:00       | AT-X           | 日本全域 | 製作参加 / CS放送 字幕放送 / リピート放送あり |
| 2022年1月6日 - 3月31日 | 木曜 1:05 - 1:35（水曜深夜） | TOKYO MX       | 東京都   |                                               |
|                        |                              | KBS京都        | 京都府   |                                               |
|                        | 木曜 1:30 - 2:00（水曜深夜） | サンテレビ     | 兵庫県   |                                               |
|                        | 木曜 2:35 - 3:05（水曜深夜） | テレビ愛知     | 愛知県   |                                               |
| 2022年1月7日 - 4月1日  | 金曜 0:00 - 0:30（木曜深夜） | BS日テレ       | 日本全域 | 製作参加 / BS/BS4K放送 『アニメにむちゅ〜』枠 |
|                        | 金曜 1:29 - 1:59（木曜深夜） | 熊本県民テレビ | 熊本県   | [ 注 8 ]                                      |

インターネットでは、2022年1月6日より毎週木曜0時（水曜深夜）にdアニメストアおよびAmazon Prime Videoにて地上波先行・最速配信後、ABEMA、dTV、FOD、GYAO!、Hulu、J:COMオンデマンド、Netflix、niconico、TELASA、U-NEXT、アニメ放題、auスマートパスプレミアム、ひかりTV、バンダイチャンネル、みるプラス、HAPPY!動画にて、同年1月13日木曜0時（水曜深夜）以降に順次配信される。

### BD / DVD
| 巻 | 発売日        | 収録話         | 規格品番   | 規格品番   |
| 巻 | 発売日        | 収録話         | BD         | DVD        |
| -- | ------------- | -------------- | ---------- | ---------- |
| 上 | 2022年3月30日 | 第1話 - 第7話  | ZMXZ-15351 | ZMBZ-15361 |
| 下 | 2022年4月27日 | 第8話 - 第13話 | ZMXZ-15352 | ZMBZ-15362 |

### Webラジオ
川合麻依役の若山詩音と藤聖子役の石川由依によるWebラジオ『ハコラジ 〜声優女子の逆襲〜』が、音泉にて2022年1月24日より月1で配信。

## 社会的評価
フリースタイルによる「THE BEST MANGA 2019 このマンガを読め！」18位。フジテレビONEの漫画専門番組『漫道コバヤシ』による漫道コバヤシ漫画大賞では、2018年度「もうドラマ化決まってるで賞」、2019年度のグランプリをそれぞれ受賞した。2021年には第66回小学館漫画賞一般向け部門を受賞した。同年、第45回講談社漫画賞総合部門にノミネートされ、翌2022年に第46回講談社漫画賞総合部門を受賞。2022年5月時点で累計部数は450万部を突破している。

## 書誌情報
- 泰三子 『ハコヅメ〜交番女子の逆襲〜』 講談社〈モーニングKC〉、既刊23巻（2023年2月21日現在）
  1. 2018年4月23日発売[107]、ISBN 978-4-06-511322-6
  2. 2018年6月22日発売[108]、ISBN 978-4-06-511692-0
  3. 2018年8月23日発売[109]、ISBN 978-4-06-512637-0
  4. 2018年10月23日発売[110]、ISBN 978-4-06-513020-9
  5. 2019年1月23日発売[111]、ISBN 978-4-06-514527-2
  6. 2019年3月22日発売[112]、ISBN 978-4-06-514963-8
  7. 2019年5月23日発売[113]、ISBN 978-4-06-515420-5
  8. 2019年7月23日発売[114]、ISBN 978-4-06-516266-8
  9. 2019年9月20日発売[115]、ISBN 978-4-06-517128-8
  10. 2019年11月21日発売[116]、ISBN 978-4-06-517759-4
  11. 2020年1月23日発売[117]、ISBN 978-4-06-518157-7
  12. 2020年4月23日発売[118]、ISBN 978-4-06-518944-3
  13. 2020年6月23日発売[119]、ISBN 978-4-06-518966-5
  14. 2020年9月23日発売[120]、ISBN 978-4-06-518967-2
  15. 2020年11月20日発売[121]、ISBN 978-4-06-521759-7
  16. 2021年3月23日発売[122]、ISBN 978-4-06-522711-4
  17. 2021年6月23日発売[123]、ISBN 978-4-06-523557-7
  18. 2021年8月23日発売[124]、ISBN 978-4-06-524537-8
  19. 2021年11月22日発売[125]、ISBN 978-4-06-526127-9
  20. 2022年2月22日発売[126]、ISBN 978-4-06-526751-6
  21. 2022年6月22日発売[127]、ISBN 978-4-06-527611-2
  22. 2022年10月21日発売[128]、ISBN 978-4-06-529572-4
  23. 2023年2月21日発売[129]、ISBN 978-4-06-531164-6
- 泰三子 『ハコヅメ〜交番女子の逆襲〜 別章 アンボックス』 講談社〈モーニングKC〉、2021年6月23日発売[130]、ISBN 978-4-06-523780-9